# Iglesia de la Candelaria (Río de Janeiro)
La iglesia de Nuestra Señora de la Candelaria (en portugués, Igreja de Nossa Senhora da Candelária) es un templo católico situado en la plaza Pío X de la ciudad de Río de Janeiro, Brasil.

## Historia
Se cree que inicialmente fue una capilla fundada a finales del siglo XVI o principios del XVII. Existe una leyenda sobre su fundación; una pareja, Antônio Martins Palma y Leonor Gonçalves habrían mandado edificar un pequeño templo en honor a Nuestra Señora de la Candelaria en agradecimiento por haber salido con vida de una gran tempestad que azotó el barco español (llamado Candelaria) en el que viajaban con dirección a Río.
El edificio que hoy vemos fue levantado a partir de 1775, utilizando material extraído de la Pedreira da Candelária, en Catete, según un diseño totalmente nuevo hecho por el ingeniero militar portugués Francisco João Roscio, del que se conserva la fachada fundamentalmente; sin embargo, no sería completamente concluido hasta finales del siglo XIX. La planta es de cruz latina.

## Estilo
El templo conjuga de manera ecléctica los estilos barroco y neoclásico. Destaca la cúpula que fue un desafío arquitectónico y sólo se logró terminar a finales del siglo XIX; está hecha completamente de piedra caliza procedente de Lisboa. 
El interior de la iglesia destaca por la riqueza de los materiales empleados en la mayoría de los elementos constructivos. Las pinturas de techos, cúpula y altar mayor fueron obra del brasileño João Zeferino da Costa; los púlpitos, ya en estilo Art Nouveau por el portugués Rodolfo Pinto do Couto.
Según el historiador Nireu Oliveira Cavalcanti, "aunque por el transcurso de los años, la iglesia tiene tantos elementos de variados estilos, como el barroco y el Art Nouveau, sin embargo cuando se entra en ella, nada parece estar en conflicto. Es una de las más bellas iglesias de Río."